# فليجاكوا إكس
فليجاكوا إكس  (سلاح الجو العاشر) كان تشكيل للوفتفافه الألمانية في الحرب العالمية الثانية، والتي تخصصت في العمليات الساحلية. تم تشكيله في 2 أكتوبر 1939، في هامبورغ من الفرقة الجوية العاشرة.

## التاريخ العملياتي
تم تعيين جنرال لوتنانت هانز فرديناند جيزلر في قيادة فرقة فليغر التي تم تشكيلها حديثًا في 3 سبتمبر 1939، ومقرها بلانكنيز. في البداية كانت قوتها هي قاذفات هينيكل 111 من Kampfgeschwader 26. تم تخصيص قسم Geisler لقاذفات القنابل يونكرز يو 88 الجديدة التي كانت لا تزال قيد الخدمة مع Kampfgeschwader 25، في 7 سبتمبر تم إعادة تشكيلKampfgeschwader 30.  
كانت تتمركز قواته في شمال ألمانيا في فبراير 1940 عندما شاركت بعض طائراتها في حادث نيران صديقة الذي أنهى عملية ويكنجر لكريغسمرينه. 